# 吕根岛加尔茨
吕根岛加尔茨（德語：Garz/Rügen），简称加尔茨（德語：Garz，發音：[ˈɡaʁts] ⓘ），是德国梅克伦堡-前波美拉尼亚州前波美拉尼亚-吕根县的城市，面积65.89平方千米，2023年12月31日人口为2,256人。